# Episodi di Un caso per due (ventitreesima stagione)
La ventitreesima stagione della serie televisiva tedesca Un caso per due, composta da 9 episodi, è andata in onda in Germania sul canale ZDF a partire dal 10 gennaio 2003 al 28 novembre 2003.
| nº | Titolo originale             | Titolo italiano            | Prima TV Germania | Prima TV Italia |
| -- | ---------------------------- | -------------------------- | ----------------- | --------------- |
| 1  | Fremde Federn                | Prima pagina               | 10 gennaio 2003   |                 |
| 2  | Bremsversagen                | Sporchi affari             | 21 febbraio 2003  |                 |
| 3  | Der Mann, der zweimal stirbt | L'uomo che morì due volte  | 7 marzo 2003      |                 |
| 4  | Erics Tod                    | Doppio rapimento           | 14 marzo 2003     |                 |
| 5  | Gegen die Wand gefahren      | Due vite rubate            | 18 luglio 2003    |                 |
| 6  | Was zu beweisen war          | La scoperta                | 25 luglio 2005    |                 |
| 7  | Die Staatsanwältin           | Il pubblico ministero      | 14 novembre 2003  |                 |
| 8  | Unter Freunden               | Gioco di squadra           | 28 novembre 2003  |                 |
| 9  | Doppelmord                   | Un poliziotto sotto accusa | 28 novembre 2003  |                 |